# Morti il 27 gennaio
| Questa pagina contiene informazioni ricavate automaticamente dalle voci biografiche con l'ausilio del template Bio e di un bot. L'aggiornamento è periodico e automatico e ricostruisce completamente la pagina. Se manca una persona in questa lista, sei pregato di non aggiungerla, ma accertati piuttosto che la sua voce biografica contenga il template Bio e che i dati anagrafici siano correttamente compilati. Se il template Bio manca, inseriscilo tu stesso o, in alternativa, metti l'avviso {{tmp\|Bio}} che ne segnala la mancanza. Se i dati riportati sono sbagliati, correggi direttamente la voce biografica; le modifiche saranno visibili in questa lista entro pochi giorni. Per chiarimenti vedi il progetto biografie. La lista contiene solo le 543 persone che sono citate nell'enciclopedia e per le quali è stato implementato correttamente il template Bio. Pagina aggiornata al 13 ago 2025. |

## I secolo(1)
- 98 - Nerva, imperatore romano (n. 30)

## II secolo(1)
- 161 - Giuliano di Sora, santo romano

## VII secolo(2)
- 632 - Ibrahim ibn Muhammad, arabo (n. 630)
- 672 - Papa Vitaliano, papa, vescovo e santo italiano

## IX secolo(1)
- 847 - Papa Sergio II, papa e vescovo italiano

## XI secolo(4)
- 1029 - Unwan di Brema, arcivescovo cattolico tedesco
- 1045 - Alruna di Cham, religiosa tedesca
- 1062 - Adelaide d'Ungheria, sovrano
- 1084 - Rainaldo, vescovo cattolico italiano

## XII secolo(2)
- 1116 - Wiprecht III di Groitzsch, nobile tedesco
- 1142 - Yue Fei, patriota e militare cinese (n. 1103)

## XIII secolo(1)
- 1217 - Manfredo Settala, presbitero italiano

## XIV secolo(2)
- 1311 - Külüg Khan, imperatore cinese (n. 1281)
- 1357 - Christina Bruce, nobile scozzese (n. 1278)

## XV secolo(3)
- 1490 - Ashikaga Yoshimasa, militare giapponese (n. 1435)
- 1491 - Gian Fermo Trivulzio, politico italiano
- 1499 - Antonello Sanseverino, nobile italiano (n. 1458)

## XVI secolo(9)
- 1501 - Thomas Langton, vescovo inglese
- 1504 - Ludovico II di Saluzzo, marchese italiano (n. 1438)
- 1509 - Giovanni I del Palatinato-Simmern, nobile tedesco (n. 1459)
- 1510 - Niccolò Orsini, condottiero italiano (n. 1442)
- 1534 - Ludovico Orsini, condottiero italiano
- 1540 - Angela Merici, mistica italiana (n. 1474)
- 1547 - Anna Jagellone, principessa ungherese (n. 1503)
- 1572 - Pietro del Monte, nobile italiano
- 1592 - Giovanni Paolo Lomazzo, pittore italiano (n. 1538)

## XVII secolo(13)
- 1613 - Anna di Sassonia, nobildonna tedesca (n. 1567)
- 1615 - Imagawa Ujizane, militare giapponese (n. 1538)
- 1627 - Cecilia Vasa, principessa svedese (n. 1540)
- 1629 - Susan de Vere, nobildonna inglese (n. 1587)
- 1638 - Ascanio Gesualdo, patriarca cattolico italiano
- 1639 - Fabrizio Verospi, cardinale italiano (n. 1571)
- 1647 - Benedetto Buommattei, presbitero e grammatico italiano (n. 1581)
- 1651 - Abraham Bloemaert, pittore olandese (n. 1564)
- 1664 - Carlo Giuseppe d'Asburgo, nobile e vescovo cattolico austriaco (n. 1649)
- 1667 - Gregorio di San Vincenzo, gesuita e matematico fiammingo (n. 1584)
- 1674 - Sybrand van Beest, pittore e disegnatore olandese (n. 1610)
- 1689 - Thomas Colepeper, II barone Colepeper, politico inglese (n. 1635)
- 1695 - Francesco Nasini, pittore italiano (n. 1611)

## XVIII secolo(28)
- 1703 - Daltaban Mustafa Pascià, politico e militare ottomano
- 1703 - Gaetano Gambacorta, nobile italiano (n. 1657)
- 1719 - Ferdinando d'Adda, cardinale italiano (n. 1650)
- 1720 - Maria Eleonora d'Assia-Rotenburg, principessa tedesca (n. 1675)
- 1725 - Silvio Stampiglia, librettista italiano (n. 1664)
- 1726 - Philip Stanhope, III conte di Chesterfield, nobile inglese (n. 1673)
- 1728 - François Duval, violinista e compositore francese (n. 1672)
- 1731 - Giovanni Battista de Miro, religioso e grecista italiano (n. 1656)
- 1732 - Bartolomeo Cristofori, cembalaro, organaro e liutaio italiano (n. 1655)
- 1733 - Thomas Woolston, teologo inglese (n. 1668)
- 1738 - Alessandro Marchesini, pittore italiano (n. 1663)
- 1740 - Luigi IV Enrico di Borbone-Condé, nobile e politico francese (n. 1692)
- 1743 - Pietro Maria Pieri, cardinale italiano (n. 1676)
- 1749 - Nicolas-Henri Tardieu, incisore francese (n. 1674)
- 1750 - Ivan Jur'evič Trubeckoj, ufficiale e nobile russo (n. 1667)
- 1750 - Nicola Zabaglia, inventore e ingegnere italiano (n. 1667)
- 1763 - Antonio Ulrico di Sassonia-Meiningen, nobile tedesco (n. 1687)
- 1763 - Giovanni Teodoro di Baviera, cardinale e vescovo cattolico tedesco (n. 1703)
- 1770 - Karl von Cobenzl, diplomatico e politico austriaco (n. 1712)
- 1770 - Ignazio Orsini, storico e numismatico italiano
- 1777 - Hubert de Brienne, ammiraglio francese (n. 1690)
- 1782 - Leopoldina Maria di Anhalt-Dessau, nobile (n. 1716)
- 1784 - Amelia Darcy, nobildonna inglese (n. 1754)
- 1785 - Pietro Igneo Grossi, predicatore italiano (n. 1696)
- 1793 - Andrea Memmo, letterato, politico e diplomatico italiano (n. 1729)
- 1794 - Antoine-Philippe de La Trémoille, generale francese (n. 1765)
- 1799 - Lodovico Ricci, economista, politico e storico italiano (n. 1742)
- 1800 - Costillares, torero spagnolo (n. 1746)

## XIX secolo(73)
- 1801 - Emilio Carlo Altieri, IV principe di Oriolo, principe italiano (n. 1723)
- 1803 - Julien-David Le Roy, architetto, archeologo e storico dell'arte francese
- 1804 - Joseph von Deym, mecenate e scultore boemo (n. 1752)
- 1810 - Scipione de' Ricci, vescovo cattolico italiano (n. 1741)
- 1812 - Bernardino Nocchi, pittore italiano (n. 1741)
- 1814 - Ernesto di Meclemburgo-Strelitz, nobile tedesco (n. 1742)
- 1814 - Johann Gottlieb Fichte, filosofo e docente tedesco (n. 1762)
- 1816 - Samuel Hood, I Visconte di Hood, ammiraglio britannico (n. 1724)
- 1818 - John Hamilton, I marchese di Abercorn, politico scozzese (n. 1756)
- 1820 - Giacomo Amoretti, incisore e orologiaio italiano (n. 1738)
- 1820 - Francisco Antonio Javier de Gardoqui Arriquíbar, cardinale spagnolo (n. 1747)
- 1823 - Charles Hutton, matematico inglese (n. 1737)
- 1823 - Ignaz Peter Marchal de Perclat, militare austriaco (n. 1764)
- 1828 - Jacob Pleydell-Bouverie, II conte di Radnor, nobile e ufficiale inglese (n. 1750)
- 1829 - Luigi Fortis, gesuita italiano (n. 1748)
- 1832 - Andrew Bell, prete scozzese (n. 1753)
- 1834 - Thomas George Lyon-Bowes, Lord Glamis, nobile britannico (n. 1801)
- 1834 - Carl Ernst August Weihe, botanico tedesco (n. 1779)
- 1836 - Guglielmina di Baden, duchessa (n. 1788)
- 1836 - Rudolf Kinsky von Wchinitz und Tettau, principe (n. 1802)
- 1836 - Giovanni Battista Zandonella dell'Aquila, teologo e storico italiano (n. 1767)
- 1837 - Aleksandr Nikolaevič Saltykov, nobile e politico russo (n. 1775)
- 1839 - Vincenzo Fiorelli, architetto italiano (n. 1752)
- 1844 - Cecilia di Svezia, nobile (n. 1807)
- 1844 - William Gadsby, predicatore inglese (n. 1773)
- 1844 - Charles Nodier, scrittore e entomologo francese (n. 1780)
- 1850 - Johann Gottfried Schadow, scultore tedesco (n. 1764)
- 1851 - John James Audubon, ornitologo, illustratore e pittore statunitense (n. 1785)
- 1853 - Mangkunegara III, sovrano indonesiano (n. 1803)
- 1857 - Dorothea von Benckendorff, nobildonna tedesca (n. 1785)
- 1857 - Preston Brooks, politico statunitense (n. 1819)
- 1860 - János Bolyai, matematico ungherese (n. 1802)
- 1860 - Thomas Brisbane, astronomo e generale scozzese (n. 1773)
- 1861 - Marc Caussidière, rivoluzionario francese (n. 1808)
- 1862 - Paul Josef Nardini, presbitero tedesco (n. 1821)
- 1863 - Edward Robinson, teologo statunitense (n. 1794)
- 1864 - Leo von Klenze, architetto, pittore e scrittore tedesco (n. 1784)
- 1864 - Heinrich Rose, mineralogista e chimico tedesco (n. 1795)
- 1865 - Giuseppe Rocca, liutaio italiano (n. 1807)
- 1866 - John Gibson, scultore britannico (n. 1790)
- 1866 - Gustavo Adolfo Noseda, musicista e compositore italiano (n. 1837)
- 1868 - Giuseppe Amante, medico e patriota italiano (n. 1783)
- 1868 - Giovan Battista Cattabeni, patriota italiano (n. 1822)
- 1868 - Antonia Werr, religiosa tedesca (n. 1813)
- 1871 - Giuseppe Righini di San Giorgio, generale e nobile italiano (n. 1781)
- 1873 - Adam Sedgwick, geologo inglese (n. 1785)
- 1876 - Alessandro Spada, politico e nobile italiano (n. 1800)
- 1877 - Eugenio di Württemberg, ufficiale tedesco (n. 1846)
- 1877 - Caroline Massin, bibliotecaria francese (n. 1802)
- 1880 - Edward Middleton Barry, architetto inglese (n. 1830)
- 1880 - Carl Friedrich Flemming, psichiatra tedesco (n. 1799)
- 1880 - Franz Anton Menge, entomologo tedesco (n. 1808)
- 1881 - Charles Frédéric Kuhlmann, chimico francese (n. 1803)
- 1881 - Johann Baptist Rudolf Kutschker, cardinale e arcivescovo cattolico austriaco (n. 1810)
- 1881 - Carlo Morbio, bibliografo, storico e numismatico italiano (n. 1811)
- 1881 - Jean-Louis Preti, scacchista, scrittore e editore francese (n. 1798)
- 1882 - Thomas Edward Cliffe Leslie, economista e docente irlandese (n. 1825)
- 1884 - Ambroży Mieroszewski, pittore polacco (n. 1802)
- 1884 - Paolo Emilio Tulelli, presbitero, filosofo e educatore italiano (n. 1811)
- 1885 - Ernst Deger, pittore tedesco (n. 1809)
- 1885 - Gustav Wilhelm Körber, botanico tedesco (n. 1817)
- 1885 - Luigi Mezzacapo, generale, patriota e politico italiano (n. 1814)
- 1886 - John Rous, II conte di Stradbroke, ufficiale inglese (n. 1794)
- 1887 - Wilhelm Henzen, filologo e epigrafista tedesco (n. 1816)
- 1891 - Jervis McEntee, pittore statunitense (n. 1828)
- 1893 - James Blaine, politico statunitense (n. 1830)
- 1893 - James Campbell, politico statunitense (n. 1812)
- 1894 - Edmund Zichy, nobile e politico ungherese (n. 1811)
- 1896 - Simeon Bavier, politico svizzero (n. 1825)
- 1896 - Rudolf Schirmer, oculista tedesco (n. 1831)
- 1896 - Enrique Antonio de Ossó y Cervelló, presbitero spagnolo (n. 1840)
- 1899 - Vincenzo Rogadeo, politico e nobile italiano (n. 1834)
- 1899 - Ottaviano Targioni Tozzetti, saggista italiano (n. 1833)

## XX secolo(246)
- 1901 - Giuseppe Verdi, compositore e politico italiano (n. 1813)
- 1905 - Paul Haenlein, ingegnere tedesco (n. 1835)
- 1907 - Otto Kuntze, botanico tedesco (n. 1843)
- 1907 - Pavle Marković-Adamov, scrittore e drammaturgo serbo (n. 1855)
- 1909 - Benoît-Constant Coquelin, attore francese (n. 1841)
- 1910 - Bortolo Cunico, patriota italiano (n. 1837)
- 1911 - Paolo Lioy, naturalista, patriota e politico italiano (n. 1834)
- 1911 - Luigi Persoglio, gesuita italiano (n. 1830)
- 1912 - Alexandre Bisson, commediografo, romanziere e librettista francese (n. 1848)
- 1913 - Ranieri Ferdinando d'Asburgo-Lorena, generale austriaco (n. 1827)
- 1913 - Robert Collett, zoologo norvegese (n. 1842)
- 1914 - Mogens Ballin, pittore danese (n. 1871)
- 1914 - Coriolano Biacchi, compositore italiano (n. 1834)
- 1914 - Pilade Gay, tipografo, giornalista e politico italiano (n. 1870)
- 1916 - Cesare De Sanctis, compositore e direttore d'orchestra italiano (n. 1824)
- 1917 - Frederic Horace Clark, pianista, filosofo e teologo statunitense (n. 1860)
- 1917 - William Hall Yale, politico statunitense (n. 1831)
- 1918 - William Greenwell, archeologo e numismatico britannico (n. 1820)
- 1919 - Endre Ady, poeta ungherese (n. 1877)
- 1919 - Léon Delachaux, pittore francese (n. 1850)
- 1921 - Justiniano Borgoño, politico peruviano (n. 1836)
- 1922 - Davide Bernasconi, imprenditore, politico e filantropo italiano (n. 1849)
- 1922 - Nellie Bly, giornalista statunitense (n. 1864)
- 1922 - Luigi Denza, compositore italiano (n. 1846)
- 1922 - Giovanni Verga, scrittore, drammaturgo e politico italiano (n. 1840)
- 1922 - Johann Nepomuk Wilczek, esploratore e mecenate austro-ungarico (n. 1837)
- 1923 - Carolina Santocanale, religiosa italiana (n. 1852)
- 1923 - Emanuele Virgilio, vescovo cattolico italiano (n. 1868)
- 1924 - Giuseppe Fiorenza, arcivescovo cattolico italiano (n. 1841)
- 1925 - Francis Grenfell, I barone Grenfell, generale britannico (n. 1841)
- 1925 - Friedrich von Hügel, teologo e scrittore austriaco (n. 1852)
- 1926 - Louis Georges Gouy, fisico francese (n. 1854)
- 1926 - Giuseppe Orlando, ingegnere italiano (n. 1855)
- 1927 - William J. Butler, attore irlandese (n. 1860)
- 1927 - Stuart Macrae, calciatore inglese (n. 1855)
- 1927 - Jurgis Matulaitis, arcivescovo cattolico lituano (n. 1871)
- 1927 - Giacomo Pala, avvocato e politico italiano (n. 1849)
- 1928 - Wallace McCutcheon Jr., attore e regista statunitense (n. 1880)
- 1929 - Salvatore Caporaso, poeta e militare italiano (n. 1890)
- 1930 - Eugène Dauphin, pittore francese (n. 1857)
- 1930 - Jur Janoška, vescovo luterano e scrittore slovacco (n. 1856)
- 1930 - Leonard Meredith, ciclista su strada e pistard britannico (n. 1882)
- 1930 - Carl Friedrich Otto Westphal, neurologo e psichiatra tedesco (n. 1833)
- 1930 - Leonardo de Mango, pittore italiano (n. 1843)
- 1931 - Einar Lundborg, ufficiale e aviatore svedese (n. 1896)
- 1932 - Jules Charpentier, tiratore a volo francese (n. 1879)
- 1932 - Mario Nunes Vais, fotografo italiano (n. 1856)
- 1933 - Carlo Petitti di Roreto, generale italiano (n. 1862)
- 1936 - Gideon Ericsson, tiratore a segno svedese (n. 1871)
- 1938 - Amada García Rodríguez, politica e antifascista spagnola (n. 1909)
- 1938 - Jósef Leopold Toeplitz, banchiere polacco (n. 1866)
- 1939 - Rodolfo Crespi, imprenditore italiano (n. 1874)
- 1939 - Anna von Palen, attrice tedesca (n. 1875)
- 1939 - Giovanni Battista Raimondo, generale italiano (n. 1863)
- 1940 - Isaak Ėmmanuilovič Babel', giornalista, drammaturgo e scrittore sovietico (n. 1894)
- 1941 - István Csáky, politico ungherese (n. 1894)
- 1941 - Luigi Sartini, militare italiano (n. 1893)
- 1942 - Siegfried Gumbel, giurista tedesco (n. 1874)
- 1943 - Franco Bontadini, medico e calciatore italiano (n. 1893)
- 1943 - Giuseppe Grandi, militare italiano (n. 1914)
- 1943 - Peter H. Ruvolo, avvocato e politico statunitense (n. 1895)
- 1944 - Alessandro Bianconcini, partigiano italiano (n. 1909)
- 1944 - Felice Cascione, partigiano e medico italiano (n. 1918)
- 1944 - Zosimo Marinelli, ingegnere e antifascista italiano (n. 1894)
- 1944 - Thomas Spreiter, missionario e vescovo cattolico tedesco (n. 1865)
- 1944 - Milojka Štrukelj, partigiana e antifascista slovena (n. 1925)
- 1945 - Berto Barbarani, poeta italiano (n. 1872)
- 1945 - Giorgio Bartolomasi, partigiano italiano (n. 1924)
- 1945 - Febo Borromeo d'Adda, politico italiano (n. 1871)
- 1945 - Ludvigs Putniņš, calciatore lettone (n. 1920)
- 1945 - Antal Szerb, scrittore e critico letterario ungherese (n. 1901)
- 1945 - Teodoro Wolf Ferrari, pittore italiano (n. 1878)
- 1946 - Tito Agosti, generale italiano (n. 1889)
- 1946 - Elfriede Datzig, attrice austriaca (n. 1922)
- 1947 - Paul Harris, avvocato statunitense (n. 1868)
- 1947 - Anna von Mildenburg, soprano austriaco (n. 1872)
- 1948 - Caroline Playne, storica inglese (n. 1857)
- 1948 - Maurice Raymond Saunders, illusionista statunitense (n. 1887)
- 1948 - Robert Schälzky, religioso austriaco (n. 1882)
- 1949 - Boris Vladimirovič Asaf'ev, compositore, scrittore e musicologo russo (n. 1884)
- 1949 - Félix Carvajal, maratoneta cubano (n. 1875)
- 1949 - Giovanni Tirinnanzi, vescovo cattolico italiano (n. 1869)
- 1950 - Joseph Capgras, psichiatra francese (n. 1873)
- 1950 - Tullio Giordana, scrittore, giornalista e avvocato italiano (n. 1877)
- 1950 - Henri François Pittier, botanico e geografo svizzero (n. 1857)
- 1951 - Julius Brutzkus, storico e politico lituano (n. 1870)
- 1951 - Carl Gustaf Emil Mannerheim, generale e politico finlandese (n. 1867)
- 1952 - Massimo Avanzini, antifascista italiano (n. 1886)
- 1952 - Xenia Silberberg, antifascista e scrittrice italiana (n. 1906)
- 1952 - Louis Tronnier, generale tedesco (n. 1897)
- 1952 - Fannie Ward, attrice statunitense (n. 1871)
- 1953 - Abel Lafleur, scultore francese (n. 1875)
- 1953 - Ettore Quaglierini, antifascista italiano (n. 1893)
- 1955 - Robert F. McGowan, regista e produttore cinematografico statunitense (n. 1882)
- 1955 - Ernst Penzoldt, scrittore e artista tedesco (n. 1892)
- 1955 - Giuseppe Valenzini, dirigente sportivo italiano (n. 1881)
- 1956 - William Horschke, ginnasta e multiplista statunitense (n. 1879)
- 1956 - Erich Kleiber, direttore d'orchestra e compositore austriaco (n. 1890)
- 1957 - Ernesto Cappa, generale e prefetto italiano (n. 1888)
- 1958 - Motonori Matuyama, geofisico giapponese (n. 1884)
- 1958 - Oscar di Prussia, nobile tedesco (n. 1888)
- 1960 - Bruto Caldonazzo, matematico e fisico italiano (n. 1886)
- 1961 - Jaroslav Bohata, allenatore di calcio e calciatore cecoslovacco (n. 1901)
- 1961 - Leonardo Grassi, filosofo e pedagogista italiano (n. 1873)
- 1961 - Voldemārs Plade, calciatore lettone (n. 1900)
- 1961 - François Weber, calciatore lussemburghese
- 1962 - Frances Glessner Lee, filantropa e criminologa statunitense (n. 1878)
- 1963 - Evelyn Francisco, attrice statunitense (n. 1904)
- 1964 - Stuart N. Lake, scrittore statunitense (n. 1889)
- 1964 - Norman Z. McLeod, regista e sceneggiatore statunitense (n. 1898)
- 1964 - Felix Alexander von Cube, naturalista, medico e alpinista tedesco (n. 1876)
- 1965 - Jules Pierre van Biesbroeck, pittore e scultore belga (n. 1873)
- 1965 - Emil Kliment, sollevatore austriaco (n. 1879)
- 1965 - Reino Kuuskoski, politico finlandese (n. 1907)
- 1965 - Elena Lanzoni Prevost, imprenditrice e dirigente d'azienda italiana (n. 1878)
- 1965 - Kyūzō Mifune, judoka giapponese (n. 1883)
- 1965 - Ezio Riboldi, politico italiano (n. 1878)
- 1965 - Danilo Sbrana, calciatore italiano (n. 1900)
- 1966 - Víctor Català, scrittrice spagnola (n. 1869)
- 1966 - Elizabeth Wyn Wood, scultrice canadese (n. 1903)
- 1967 - Roger Chaffee, astronauta e ingegnere statunitense (n. 1935)
- 1967 - Natale Dossena, calciatore italiano (n. 1907)
- 1967 - David Maxwell Fyfe, politico e giurista inglese (n. 1900)
- 1967 - Gus Grissom, aviatore e astronauta statunitense (n. 1926)
- 1967 - Francesco Imberti, arcivescovo cattolico italiano (n. 1882)
- 1967 - Alphonse Juin, generale francese (n. 1888)
- 1967 - Giovanni Schiavo, presbitero italiano (n. 1903)
- 1967 - Luigi Tenco, cantautore e poeta italiano (n. 1938)
- 1967 - Edward White, astronauta statunitense (n. 1930)
- 1968 - Sándor Gombos, schermidore ungherese (n. 1895)
- 1968 - Hermanis Saltups, calciatore lettone (n. 1901)
- 1968 - Don Short, direttore della fotografia statunitense (n. 1895)
- 1969 - Hanns Jelinek, compositore austriaco (n. 1901)
- 1969 - Charles Winninger, attore statunitense (n. 1884)
- 1970 - Marietta Blau, fisica austriaca (n. 1894)
- 1970 - Rocco D'Assunta, attore italiano (n. 1904)
- 1970 - Dorothy Farnum, sceneggiatrice statunitense (n. 1900)
- 1970 - Dezső Grósz, calciatore ungherese (n. 1898)
- 1970 - Erich Heckel, pittore e incisore tedesco (n. 1883)
- 1971 - Fred Ewer, calciatore inglese (n. 1898)
- 1971 - Piet Jan Willekens, missionario e vescovo cattolico olandese (n. 1881)
- 1971 - Adelaide di Schaumburg-Lippe, principessa tedesca (n. 1875)
- 1972 - Richard Courant, matematico tedesco (n. 1888)
- 1972 - Herbert Hübner, attore tedesco (n. 1889)
- 1972 - Mahalia Jackson, cantante statunitense (n. 1911)
- 1972 - Georg Köhler, calciatore tedesco (n. 1900)
- 1973 - Emil Preetorius, illustratore e scenografo tedesco (n. 1883)
- 1974 - Pavel Rafailovič Bermondt-Avalov, generale e scrittore russo (n. 1877)
- 1974 - Leo Geyr von Schweppenburg, generale tedesco (n. 1886)
- 1974 - Georgios Grivas, generale e guerrigliero greco (n. 1898)
- 1974 - Edward Spears, generale britannico (n. 1886)
- 1974 - Carlo Zinelli, pittore italiano (n. 1916)
- 1975 - Mario Consiglio, musicista italiano (n. 1907)
- 1975 - Lorenzo Forteleoni, politico italiano (n. 1912)
- 1975 - Lelio Gelli, scultore italiano (n. 1902)
- 1975 - Germaine Kanova, fotografa francese (n. 1902)
- 1975 - Bill Walsh, fumettista e sceneggiatore statunitense (n. 1913)
- 1977 - Walter Baldwin, attore statunitense (n. 1889)
- 1977 - Alessandro Zenatello, pittore italiano (n. 1891)
- 1978 - Sid Castle, allenatore di calcio e calciatore inglese (n. 1892)
- 1978 - Emil Hauser, violinista e docente ungherese (n. 1893)
- 1978 - Oskar Homolka, attore austriaco (n. 1898)
- 1979 - Ramón José Castellano, arcivescovo cattolico argentino (n. 1903)
- 1979 - Gretchen Hartman, attrice statunitense (n. 1897)
- 1979 - Victoria Ocampo, editrice e scrittrice argentina (n. 1890)
- 1980 - Hans Aeschbacher, pittore e scultore svizzero (n. 1906)
- 1980 - Peppino De Filippo, attore, comico e drammaturgo italiano (n. 1903)
- 1980 - Paolo Fortunati, politico e statistico italiano (n. 1906)
- 1980 - Rudolf Christoph Freiherr von Gersdorff, generale tedesco (n. 1905)
- 1980 - Tore Ljungqvist, pallanuotista svedese (n. 1905)
- 1981 - Léo Collard, politico belga (n. 1902)
- 1981 - Henri Lentulo, odontoiatra e militare italiano (n. 1889)
- 1981 - Paride Stefanini, chirurgo italiano (n. 1904)
- 1982 - Guido Colonna di Paliano, diplomatico italiano (n. 1908)
- 1982 - Giulia Giovannelli, scrittrice e poetessa italiana (n. 1904)
- 1982 - Colin M. Kraay, numismatico britannico (n. 1918)
- 1983 - Georges Bidault, politico francese (n. 1899)
- 1983 - Luigi Broggini, scultore italiano (n. 1908)
- 1983 - Meyer Fortes, antropologo britannico (n. 1906)
- 1983 - Louis de Funès, attore e comico francese (n. 1914)
- 1983 - Higinio Morínigo Martínez, generale e politico paraguaiano (n. 1897)
- 1984 - Mohamed Ahmed, politico comoriano (n. 1917)
- 1984 - Patrizio, cantante e attore italiano (n. 1960)
- 1984 - Frank Valente, scienziato, fisico e matematico italiano (n. 1898)
- 1985 - Willem Cobben, vescovo cattolico olandese (n. 1897)
- 1985 - Ife Holmes, cestista statunitense (n. 1905)
- 1986 - Nikhil Banerjee, compositore e musicista indiano (n. 1931)
- 1986 - Karl Köther, pistard tedesco (n. 1905)
- 1986 - Lilli Palmer, attrice e scrittrice tedesca (n. 1914)
- 1986 - Michal Vičan, allenatore di calcio e calciatore slovacco (n. 1925)
- 1987 - Samuel G. Fuqua, ammiraglio statunitense (n. 1899)
- 1987 - Norman McLaren, regista scozzese (n. 1914)
- 1987 - Clara Thalmann, giornalista e anarchica svizzera (n. 1908)
- 1988 - Georges Barbot, militare e aviatore francese (n. 1894)
- 1988 - Achille Borella, avvocato e politico svizzero (n. 1908)
- 1988 - Maria Ewel, scultrice tedesca (n. 1915)
- 1989 - Mario Biagioni, politico italiano (n. 1931)
- 1989 - Willibald Kreß, calciatore e allenatore di calcio tedesco (n. 1906)
- 1989 - Thomas Sopwith, aviatore, progettista e imprenditore britannico (n. 1888)
- 1990 - Pit Corder, linguista britannico (n. 1918)
- 1990 - Helen Jerome Eddy, attrice statunitense (n. 1897)
- 1990 - Travis Webb, pilota automobilistico statunitense (n. 1910)
- 1990 - Henry Winterfeld, scrittore tedesco (n. 1901)
- 1991 - Ignazio Aloisi, italiano (n. 1946)
- 1991 - George Hazelwood Locket, insegnante e aracnologo britannico (n. 1900)
- 1991 - Leif Wikström, velista svedese (n. 1918)
- 1992 - John Alcorn, grafico e illustratore statunitense (n. 1935)
- 1992 - Francesco Anniballi, attore e stuntman italiano (n. 1941)
- 1992 - Gwen Ffrangcon Davies, attrice inglese (n. 1891)
- 1992 - Henriette von Schirach, scrittrice tedesca (n. 1913)
- 1993 - Srđan Aleksić, attore e militare jugoslavo (n. 1966)
- 1993 - Nils Aall Barricelli, matematico italiano (n. 1912)
- 1994 - Claude Akins, attore statunitense (n. 1926)
- 1994 - Alain Daniélou, storico delle religioni e orientalista francese (n. 1907)
- 1994 - Armando Fiorini, calciatore italiano (n. 1914)
- 1994 - Lorenzo Paradiso, allenatore di calcio e calciatore italiano (n. 1907)
- 1994 - Don Smith, cestista statunitense (n. 1910)
- 1994 - Frank Twiss, ammiraglio inglese (n. 1910)
- 1994 - Sergej Ščerbakov, pugile sovietico (n. 1918)
- 1995 - Livio Maccarino, calciatore italiano (n. 1920)
- 1995 - Raphael M. Robinson, matematico statunitense (n. 1911)
- 1995 - Jean Tardieu, artista, poeta e drammaturgo francese (n. 1903)
- 1996 - Vjačeslav Lemešev, pugile sovietico (n. 1952)
- 1996 - Domenico Rizzo, politico italiano (n. 1901)
- 1996 - Vsevolod Sanaev, attore sovietico (n. 1912)
- 1996 - Nello Tedeschini, calciatore italiano (n. 1912)
- 1996 - Ralph Yarborough, avvocato e politico statunitense (n. 1903)
- 1997 - Cecil Arthur Lewis, aviatore e sceneggiatore inglese (n. 1898)
- 1997 - Richard X. Slattery, attore statunitense (n. 1925)
- 1997 - František Vohryzek, schermidore cecoslovacco (n. 1907)
- 1997 - Aleksandr Zarchi, regista cinematografico sovietico (n. 1908)
- 1998 - Luigi Cagni, assiriologo e ebraista italiano (n. 1929)
- 1998 - Assia Noris, attrice russa (n. 1912)
- 1998 - Geoffrey Trease, scrittore britannico (n. 1909)
- 1998 - Joop van Woerkom, pallanuotista olandese (n. 1912)
- 1999 - Settimio Ferrazzetta, vescovo cattolico e missionario italiano (n. 1924)
- 1999 - René-Antoine Gauthier, teologo, filologo e storico della filosofia francese (n. 1913)
- 1999 - Heinz Goll, pittore, scultore e incisore austriaco (n. 1934)
- 1999 - Giovanni Grasso, politico italiano (n. 1940)
- 1999 - Gonzalo Torrente Ballester, scrittore spagnolo (n. 1910)
- 2000 - Mae Faggs, velocista statunitense (n. 1932)
- 2000 - Friedrich Gulda, pianista e compositore austriaco (n. 1930)
- 2000 - Antonio Labruna, agente segreto e carabiniere italiano (n. 1927)
- 2000 - Matateu, calciatore portoghese (n. 1927)
- 2000 - Setsuo Nara, cestista giapponese (n. 1936)
- 2000 - Bert Sproston, calciatore inglese (n. 1914)

## XXI secolo(156)
- 2001 - Maria José del Belgio, regina belga (n. 1906)
- 2001 - Pedro Carrasco, pugile e attore spagnolo (n. 1943)
- 2001 - Valentino Orsini, regista italiano (n. 1926)
- 2001 - Giovanni Sarritzu, politico italiano (n. 1946)
- 2001 - Cal Strong, pallanuotista statunitense (n. 1907)
- 2002 - Elena Gorčakova, giavellottista sovietica (n. 1933)
- 2003 - Silvio Confortola, fondista e scialpinista italiano (n. 1910)
- 2003 - Henryk Jabłoński, storico e politico polacco (n. 1910)
- 2003 - Saturnino, pittore e tenore italiano (n. 1923)
- 2004 - Rikki Fulton, attore scozzese (n. 1924)
- 2004 - Giorgio Gagliani, economista italiano (n. 1943)
- 2004 - Salvador Laurel, politico filippino (n. 1928)
- 2004 - Ignazio Milillo, generale italiano (n. 1914)
- 2004 - Jack Paar, conduttore televisivo, comico e attore statunitense (n. 1918)
- 2005 - Luciano Agosti, calciatore italiano (n. 1920)
- 2005 - Guy Daignault, pattinatore di short track canadese (n. 1954)
- 2005 - Fawzia d'Egitto, principessa egiziana (n. 1940)
- 2005 - Davide Turconi, giornalista e storico del cinema italiano (n. 1911)
- 2006 - Carol Lambrino, rumeno (n. 1920)
- 2006 - Phyllis King, tennista britannica (n. 1905)
- 2006 - Maurice Lever, storico francese (n. 1935)
- 2006 - Roberto Negri, pianista, arrangiatore e compositore italiano (n. 1940)
- 2006 - Johannes Rau, politico tedesco (n. 1931)
- 2007 - Tige Andrews, attore statunitense (n. 1920)
- 2007 - Majhemout Diop, politico e storico senegalese (n. 1922)
- 2007 - Giuseppe Grossi, politico italiano (n. 1920)
- 2007 - Arnold Johannessen, calciatore norvegese (n. 1937)
- 2007 - Herbert Reinecker, scrittore, autore televisivo e produttore televisivo tedesco (n. 1914)
- 2007 - Enrico Rufini, costumista e scenografo italiano (n. 1933)
- 2008 - Antonio Aurigemma, politico e giornalista italiano (n. 1931)
- 2008 - Mike Holovak, giocatore di football americano e allenatore di football americano statunitense (n. 1919)
- 2008 - Bengt Lindskog, calciatore svedese (n. 1933)
- 2008 - Marcello Sabbatini, giornalista italiano (n. 1926)
- 2008 - Irene Stegun, matematica statunitense (n. 1919)
- 2008 - Suharto, politico e generale indonesiano (n. 1921)
- 2009 - Evgenija Petrovna Antipova, artista e pittrice russa (n. 1917)
- 2009 - Hans Erich Bogatzky, architetto tedesco (n. 1927)
- 2009 - Michael Majerus, genetista e entomologo britannico (n. 1954)
- 2009 - Holmfrid Olsson, biatleta svedese (n. 1943)
- 2009 - Mino Reitano, cantautore, compositore e attore italiano (n. 1944)
- 2009 - John Updike, scrittore, poeta e giornalista statunitense (n. 1932)
- 2009 - Ramaswamy Venkataraman, politico indiano (n. 1910)
- 2009 - Klaus Wiese, polistrumentista tedesco (n. 1942)
- 2009 - Remo Wolf, incisore italiano (n. 1912)
- 2010 - Attilio Foti, giornalista e scrittore italiano (n. 1926)
- 2010 - Betty Lou Keim, attrice statunitense (n. 1938)
- 2010 - Ruben Kruger, rugbista a 15 sudafricano (n. 1970)
- 2010 - Giuseppe Occhiato, storico e scrittore italiano (n. 1934)
- 2010 - Zelda Rubinstein, attrice statunitense (n. 1933)
- 2010 - J. D. Salinger, scrittore statunitense (n. 1919)
- 2010 - Don Savage, cestista statunitense (n. 1928)
- 2010 - Angelo Schiavetta, calciatore italiano (n. 1915)
- 2010 - Angio Zane, regista italiano (n. 1925)
- 2010 - Howard Zinn, storico, saggista e attivista statunitense (n. 1922)
- 2011 - Charlie Callas, attore e comico statunitense (n. 1924)
- 2011 - Helena Henschen, scrittrice svedese (n. 1940)
- 2011 - Boyd Kirkland, regista, sceneggiatore e produttore televisivo statunitense (n. 1950)
- 2011 - Svein Mathisen, calciatore norvegese (n. 1952)
- 2011 - Diana Norman, scrittrice britannica (n. 1933)
- 2011 - Bruno Sacchi, architetto italiano (n. 1931)
- 2012 - Carlo Fayer, pittore e scultore italiano (n. 1924)
- 2012 - Giulio Geroli, cestista e allenatore di pallacanestro italiano (n. 1921)
- 2012 - István Rózsavölgyi, mezzofondista ungherese (n. 1929)
- 2013 - Phạm Duy, compositore e cantante vietnamita (n. 1921)
- 2013 - Jackie Étienne, cestista francese (n. 1938)
- 2013 - Stanley Karnow, giornalista, scrittore e storico statunitense (n. 1925)
- 2013 - Acer Nethercott, canottiere britannico (n. 1977)
- 2014 - Jim Bullions, allenatore di calcio e calciatore scozzese (n. 1924)
- 2014 - Ann Carter, attrice statunitense (n. 1936)
- 2014 - Giuliano Grizi, magistrato italiano (n. 1927)
- 2014 - Aleardo Merlin, politico italiano (n. 1947)
- 2014 - Ichirō Nagai, attore e doppiatore giapponese (n. 1931)
- 2014 - Pete Seeger, cantautore e compositore statunitense (n. 1919)
- 2014 - Masaaki Tsukada, attore e doppiatore giapponese (n. 1938)
- 2015 - Wilfred Agbonavbare, calciatore nigeriano (n. 1966)
- 2015 - Arturo Carmassi, scultore e pittore italiano (n. 1925)
- 2015 - Yves Chauvin, chimico francese (n. 1930)
- 2015 - Henk Faanhof, ciclista su strada, pistard e dirigente sportivo olandese (n. 1922)
- 2015 - John T. Myers, politico statunitense (n. 1927)
- 2015 - Bob Shea, cestista statunitense (n. 1924)
- 2015 - Charles Hard Townes, fisico statunitense (n. 1915)
- 2016 - Peter Baker, calciatore inglese (n. 1931)
- 2016 - Paolo Erba, calciatore italiano (n. 1931)
- 2016 - Artur Fischer, imprenditore e inventore tedesco (n. 1919)
- 2016 - Pietro Fongaro, tenore italiano (n. 1939)
- 2016 - Augusto Giomo, cestista e allenatore di pallacanestro italiano (n. 1940)
- 2016 - Carlos Loyzaga, cestista e allenatore di pallacanestro filippino (n. 1930)
- 2016 - Tommy O'Hara, calciatore scozzese (n. 1952)
- 2017 - Wim Anderiesen Jr., calciatore olandese (n. 1931)
- 2017 - Valerij Bolotov, militare e politico ucraino (n. 1970)
- 2017 - Salvo Di Matteo, saggista e storico italiano (n. 1936)
- 2017 - Atanas Kirov, sollevatore bulgaro (n. 1946)
- 2017 - Henry-Louis de La Grange, musicologo e biografo francese (n. 1924)
- 2017 - Robert Ellis Miller, regista e attore teatrale statunitense (n. 1927)
- 2017 - Karl Mitterdorfer, politico italiano (n. 1920)
- 2017 - Lometa Odom, cestista e allenatrice di pallacanestro statunitense (n. 1933)
- 2017 - Brunhilde Pomsel, tedesca (n. 1911)
- 2017 - Emmanuelle Riva, attrice cinematografica francese (n. 1927)
- 2017 - Arthur H. Rosenfeld, fisico statunitense (n. 1926)
- 2017 - Charles Shackleford, cestista statunitense (n. 1966)
- 2017 - Billy Simpson, calciatore nordirlandese (n. 1929)
- 2017 - Gisella Sofio, attrice italiana (n. 1931)
- 2017 - Paul Steffen, calciatore lussemburghese (n. 1930)
- 2017 - Frank Tidy, direttore della fotografia britannico (n. 1932)
- 2018 - Jerry Butler, attore pornografico statunitense (n. 1959)
- 2018 - Ingvar Kamprad, imprenditore svedese (n. 1926)
- 2018 - Robert McCormick Adams, archeologo e antropologo statunitense (n. 1926)
- 2018 - Göran Nicklasson, calciatore svedese (n. 1942)
- 2018 - Uta Poreceanu, ginnasta rumena (n. 1936)
- 2018 - Mort Walker, fumettista statunitense (n. 1923)
- 2018 - David Zard, produttore discografico, produttore teatrale e impresario teatrale italiano (n. 1943)
- 2019 - Joseph Buttigieg, filologo, critico letterario e traduttore maltese (n. 1947)
- 2019 - Gaudio Catellani, scrittore, cantante e compositore italiano (n. 1952)
- 2019 - Ray Freeman, allenatore di calcio e calciatore inglese (n. 1944)
- 2019 - Nina Fedorova, fondista sovietica (n. 1947)
- 2019 - Erica Yohn, attrice e doppiatrice statunitense (n. 1928)
- 2020 - Dick Balduzzi, attore statunitense (n. 1928)
- 2020 - Lina Ben Mhenni, attivista, blogger e marciatrice tunisina (n. 1983)
- 2020 - Jack Burns, attore e doppiatore statunitense (n. 1933)
- 2020 - Maura Camoirano, politica italiana (n. 1950)
- 2020 - Edvardas Gudavičius, ingegnere e storico lituano (n. 1929)
- 2020 - Gennaro Olivieri, calciatore e allenatore di calcio italiano (n. 1942)
- 2021 - Gert Blomé, hockeista su ghiaccio svedese (n. 1934)
- 2021 - José Luis Cruz, calciatore honduregno (n. 1949)
- 2021 - Helga Klein, velocista tedesca (n. 1931)
- 2021 - Cloris Leachman, attrice statunitense (n. 1926)
- 2021 - Mehrdad Minavand, calciatore iraniano (n. 1975)
- 2021 - Silvia Monelli, attrice, doppiatrice e direttrice del doppiaggio italiana (n. 1932)
- 2022 - Marcel Mauron, calciatore svizzero (n. 1929)
- 2022 - Matteo Scanni, giornalista e regista italiano (n. 1970)
- 2022 - Susan Shaw, ambientalista statunitense (n. 1943)
- 2022 - Arnold Squitieri, mafioso statunitense (n. 1936)
- 2022 - Kenneth Wannberg, compositore e arrangiatore statunitense (n. 1930)
- 2022 - René de Obaldia, drammaturgo e poeta francese (n. 1918)
- 2023 - Alberto Almanza, cestista messicano (n. 1940)
- 2023 - Robert Dalva, montatore statunitense (n. 1942)
- 2023 - Pietro Forquet, giocatore di bridge italiano (n. 1925)
- 2023 - Hans-Christian Günther, filologo classico, grecista e musicologo tedesco (n. 1957)
- 2023 - Carlo Lastricati, produttore cinematografico italiano (n. 1921)
- 2023 - Alfred Leslie, pittore, scultore e regista statunitense (n. 1927)
- 2023 - Danylo Muraško, aviatore e militare ucraino (n. 1998)
- 2023 - Michail Mustygin, calciatore sovietico (n. 1937)
- 2023 - Gianna Piaz, attrice, doppiatrice e conduttrice televisiva italiana (n. 1923)
- 2023 - Sylvia Syms, attrice britannica (n. 1934)
- 2024 - Annie Belle, attrice francese (n. 1956)
- 2024 - Maria Giacobbe, scrittrice e saggista italiana (n. 1928)
- 2024 - Henri Lanoë, montatore francese (n. 1929)
- 2024 - Enrique Liporace, attore argentino (n. 1941)
- 2024 - Nullo Minissi, filologo, slavista e linguista italiano (n. 1921)
- 2024 - Lillebjørn Nilsen, cantautore norvegese (n. 1950)
- 2024 - Bruno Segre, avvocato, giornalista e partigiano italiano (n. 1918)
- 2025 - Simonetta Avalle, allenatrice di pallavolo italiana (n. 1950)
- 2025 - Guido Citterio, pattinatore di velocità su ghiaccio italiano (n. 1931)
- 2025 - Giorgio Giannelli, giornalista, scrittore e politico italiano (n. 1926)
- 2025 - Baldur Preiml, saltatore con gli sci austriaco (n. 1939)
- 2025 - Ian Vermaak, tennista sudafricano (n. 1933)

## Senza anno specificato(1)
- Adalberone di Laon, vescovo cattolico e poeta francese